# Thevray

Thevray este o comună în departamentul Eure, Franța. În 1 ianuarie 2018 avea o populație de 307 de locuitori.